# ماكارينا مينه
ماكارينا مينه (بالإسبانية: Macarena Mina)‏ هي متسابقة ملكة الجمال وعارضة تشيلية، ولدت في 1968 في كويهايكيو في تشيلي.